# Dền Sáng
Dền Sáng là một xã thuộc huyện Bát Xát, tỉnh Lào Cai, Việt Nam.
Xã Dền Sáng có diện tích 39,68 km², dân số năm 1999 là 1.610 người, mật độ dân số đạt 41 người/km².
Dền Sáng, tọa lạc giữa hai tâm điểm là xã Ý Tý và Mường Hum, có lợi từ tuyến đường tỉnh lộ 158, do đó, nơi này trở thành điểm trung chuyển thuận tiện cho việc giao thương hàng hoá cũng như giao lưu văn hoá - xã hội. Đây cũng là điểm nút giao thông quan trọng trong chuỗi các điểm du lịch của huyện, bao gồm: Tuyến Sapa - Y Tý, tuyến Đường Đá cổ Pavi – Phong Thổ (Lai Châu), Thác Ong chúa, Thác Long Thần Điêu (xã Sảng Ma Sáo), Thác Rồng (Trung Lèng Hồ), Điểm nhảy dù lượn và khu camp ping Đồi Trứng gà (Dền Thàng).

## Du Lịch
Khi ghé thăm Dền Sáng, du khách sẽ được trải nghiệm những con đường quanh co, uốn lượn hữu tình, qua những ngọn đồi, ruộng bậc thang, và sương mù dày đặc như lời chào mời đến vùng đất Lào Cai thơ mộng này.
Không chỉ sở hữu khí hậu dễ chịu và cảnh quan thiên nhiên hùng vĩ, Dền Sáng còn lưu giữ và phát huy nhiều nét văn hóa truyền thống độc đáo như: Nghề chăm sóc ong rừng, chạm bạc, thêu thổ cẩm, tắm lá thuốc và các lễ hội cúng rừng,... Chính vì vậy, du khách không chỉ đến đây để ngắm cảnh, mà còn có cơ hội sâu lắng tìm hiểu đời sống, văn hóa của người dân bản địa.
Dền Sáng còn là điểm đến nổi tiếng với nhiều đặc sản độc đáo không thể tìm thấy ở nơi khác, như: Gỏi và lẩu cá hồi, cá tầm, nhộng ong, ve sầu, cá suối, rau rừng,...